# Rathaus Lüttringhausen

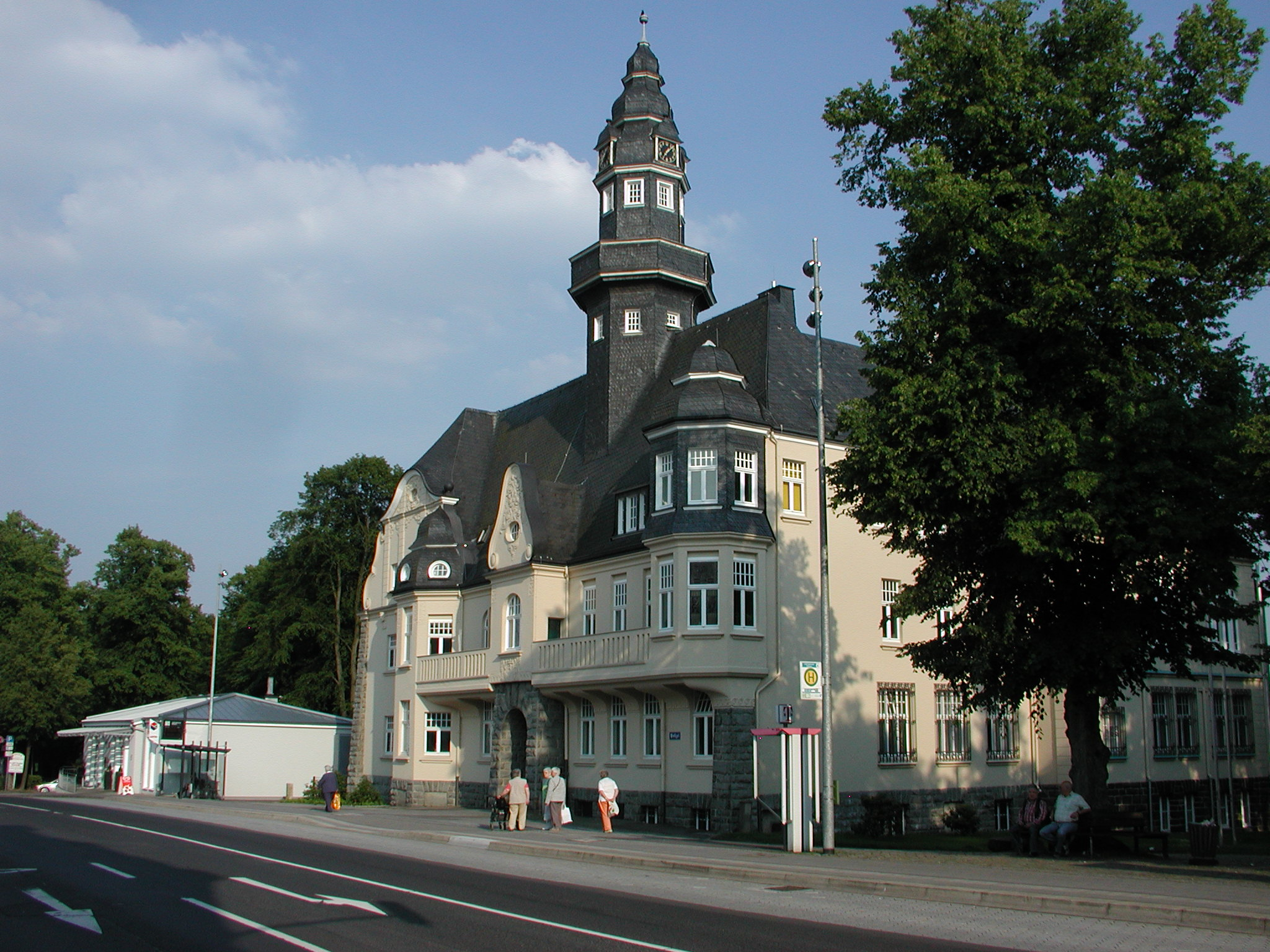
Rathaus Lüttringhausen

Das Rathaus Lüttringhausen war das Rathaus der bis 1929 selbständigen Stadt Lüttringhausen, die heute ein Stadtteil von Remscheid ist.

## Lage
Das unter Denkmalschutz stehende und das Ortsbild prägende Rathaus befindet sich im Zentrum von Lüttringhausen, nur wenige hundert Meter nördlich der Altstadt. Alle wichtigen und den Stadtteil tangierenden Buslinien treffen hier zusammen. Die Adresse lautet Kreuzbergstraße 15.

## Geschichte

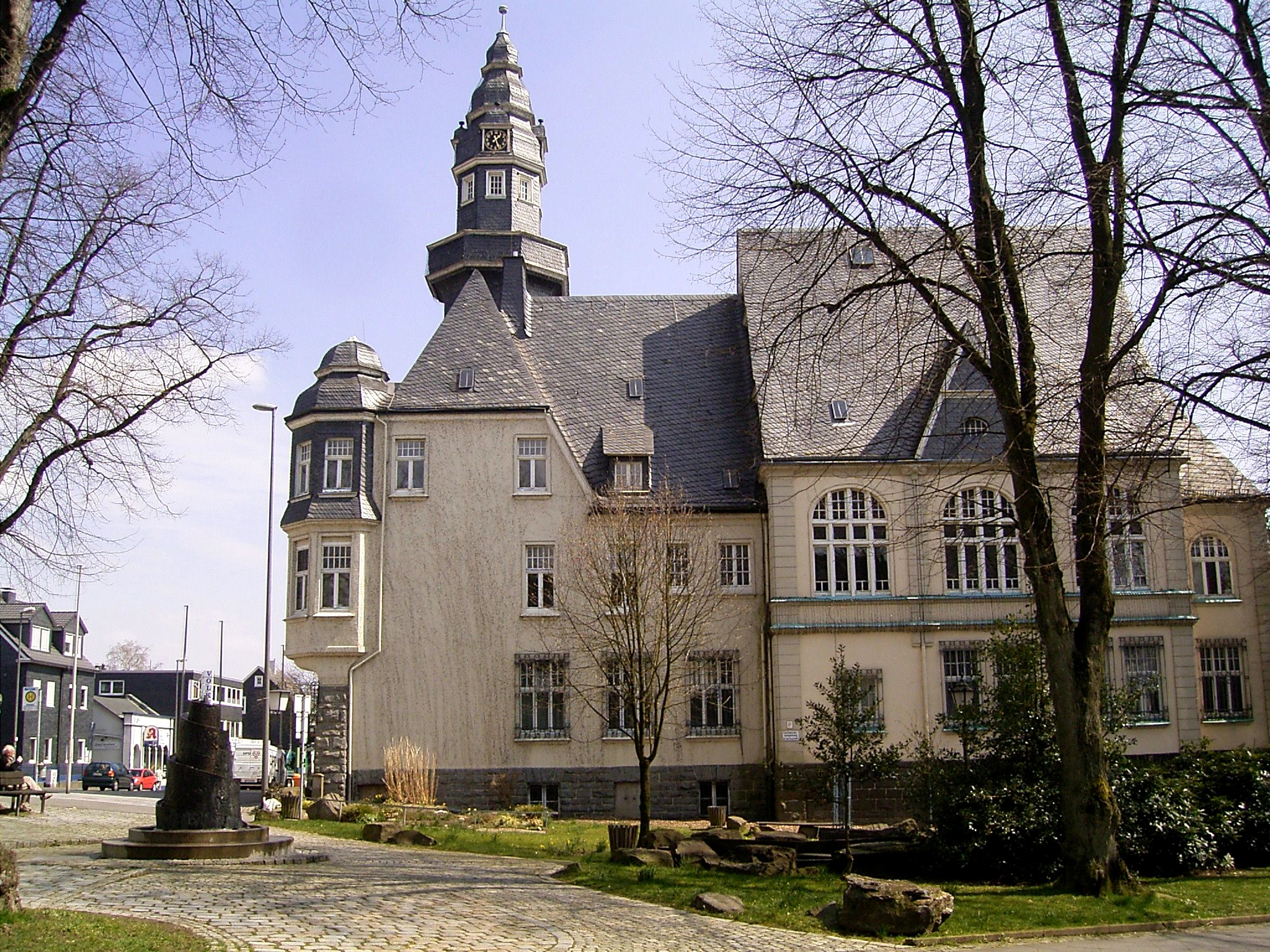
Rathaus Lüttringhausen von Westen

Nachdem die Räumlichkeiten des alten Rathauses in der Gertenbachstraße 33 gegen Ende des 19. Jahrhunderts nicht mehr ausreichend erschienen, fasste der Rat der prosperierenden Kleinstadt Lüttringhausen unter Bürgermeister Richard Gertenbach den Beschluss zum Bau eines neuen Rathauses.
Am 21. Juni 1907 erfolgte die Grundsteinlegung für den Neubau nach Plänen des Architekten Arthur Schmidt. Am 19. September 1908 konnte die feierliche Einweihung begangen werden.
Ursprünglich sollte an dieser Stelle eine katholische Kirche gebaut werden, da hier ehemals ein großes Holzkreuz gestanden hatte, das als Wallfahrtsziel diente. Bürgermeister Gertenbach überzeugte jedoch die Katholiken davon, dass der Standort besser für das Rathaus geeignet sei und tauschte das Grundstück mit einem an der Richard-Pick-Straße, auf dem heute die Heilig-Kreuz-Kirche steht. Der Name „Kreuzberg“ blieb jedoch erhalten.

## Gebäude
Das zweieinhalbgeschossige Rathaus besitzt einen annähernd L-förmigen Grundriss. Es wurde unter dem Einfluss des Jugendstils errichtet, was sich sowohl äußerlich an der Fassade als auch im Inneren, hier besonders im Treppenhaus, widerspiegelt. Markantestes Merkmal des Rathauses ist der achteckige, verschieferte Rathausturm mit der umlaufenden und nicht begehbaren (Schein-)Galerie und der Turmuhr mit ihren vier Zifferblättern. Nach der 2008 erfolgten Sanierung (die Standfestigkeit der Fachwerkkonstruktion stand in Frage) kann der Turm mittlerweile an bestimmten Terminen von Besuchern bestiegen werden. Anlässlich des 100-jährigen Jubiläums des Rathauses wurde eine Außenbeleuchtung des Gebäudes installiert. Auch der Ratssaal, in dem die Bezirksvertretung des Stadtteils tagt, hat eine neue Beleuchtungsanlage erhalten.

### Busverkehr
Es bestehen Verbindungen mit dem Bus nach Remscheid Mitte, Solingen-Burg, W-Ronsdorf, Wuppertal-Elberfeld und nach Wuppertal-Oberbarmen.
Die unten angegebenen Taktzeiten beziehen sich auf die Hauptverkehrszeiten von Montag bis Freitag.
| Linie | Linienverlauf | Takt   | Bussteig |
| ----- | --- | ------ | -------- |
| CE63  | Am Blaffertsberg – Hülsberg – Industriehof Lüttringhausen – Luckhausen – Lüttringhausen Bf (Schleife) – Lüttringhausen Rathaus – Bökerhöhe – Neuenkamp/Stadtwerke – Remscheid Hbf – Friedrich-Ebert-Platz – Allee Center                                                                 | 60 min | A/B      |
| 620   | Lüttringhausen Rathaus – Klausen – Am Blaffertsberg – W-Ronsdorf Bf – W-Ronsdorf Markt – Elias-Eller-Straße – Parkstraße – Auf Lichtscheidt – Barmenia Allee – Haubahn – Kluse/Dessauerbrücke – W-Elberfeld Hbf – Wall/Museum – Karlsplatz – Mirker Bahnhof – Wüstenhofer Straße         | 60 min | A/B      |
| 636   | Lüttringhausen Rathaus – Lüttringhausen Bf (Barmer Str.) – Zur Grenze – Linde Postamt – Blombachtal Brücke – Blombacher Bach – Lenneper Straße – Auf der Bleiche – W-Oberbarmen Bf/Rauental – W-Oberbarmen Bf                                                                            | 60 min | A/B      |
| 654   | Lüttringhausen Bf (Schleife) – Lüttringhausen Rathaus – Lüttringhausen Mitte – Lüttringhausen Altstadt – Lennep Mitte – Lennep Bf – Bökerhöhe – Neuenkamp/Stadtwerke – Remscheid Hbf – Friedrich-Ebert Platz – Rathaus/Gründerquartier – Güldenwerth Bf – Reinshagen – SG-Burger Bahnhof | 20 min | A/B      |
| 660   | Lüttringhausen Bf (Schleife) – Lüttringhausen Rathaus – Lüttringhausen Mitte – Klausen – Goldenberg – Clarenbach – Haddenbach – Fichtenstr. – Remscheid Hbf – Friedrich-Ebert-Platz – Rathaus/Gründerquartier                                                                            | 20 min | A/B      |
| 666   | Lüttringhausen Rathaus – Lüttringhausen Bf (Barmer Str.) – Zur Grenze – Hülsberg – Am Blaffertsberg – W-Ronsdorf Bf | 60 min | A/B      |

## Bildergalerie

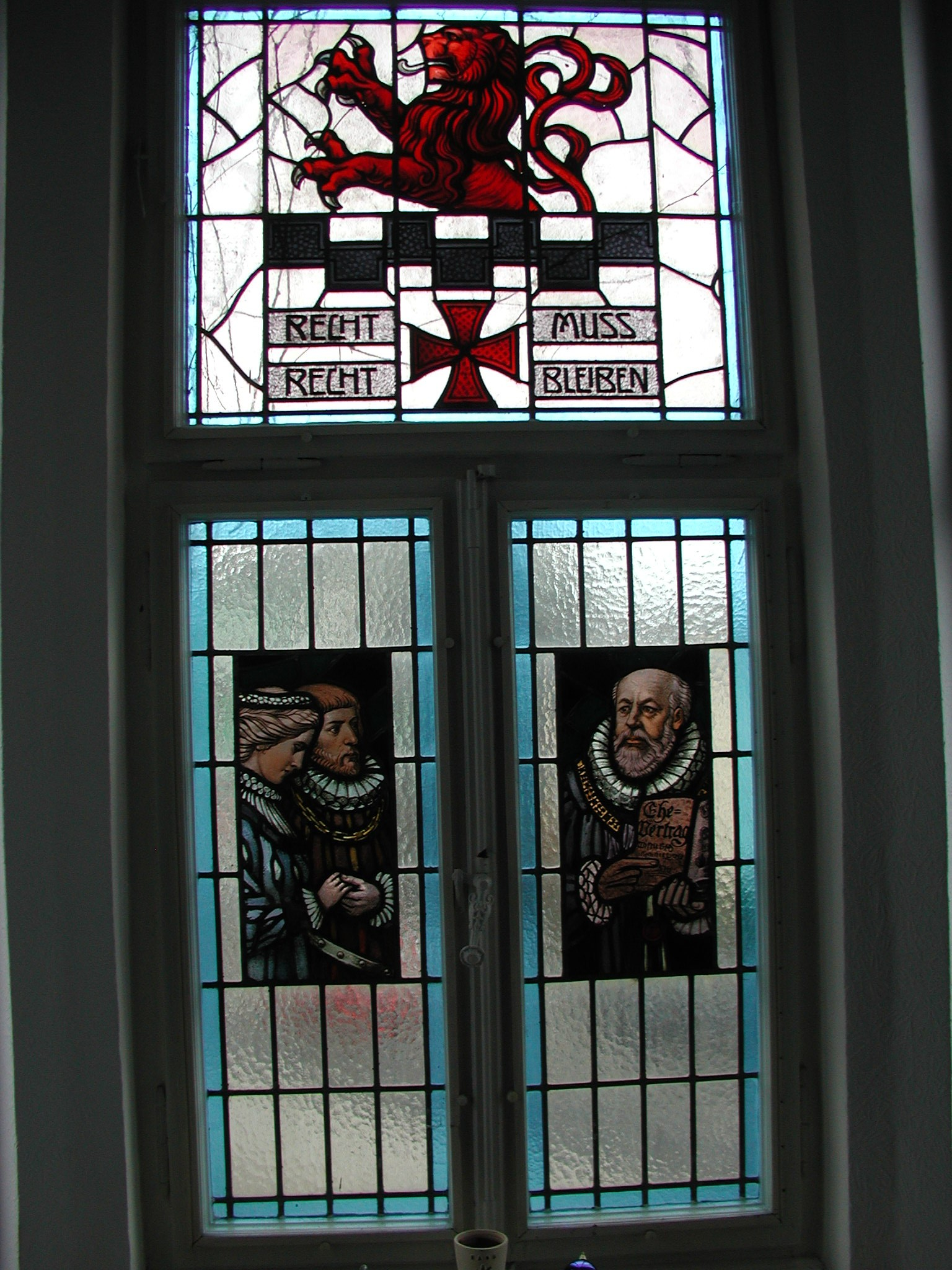
Fenster im Rathaus Lüttringhausen
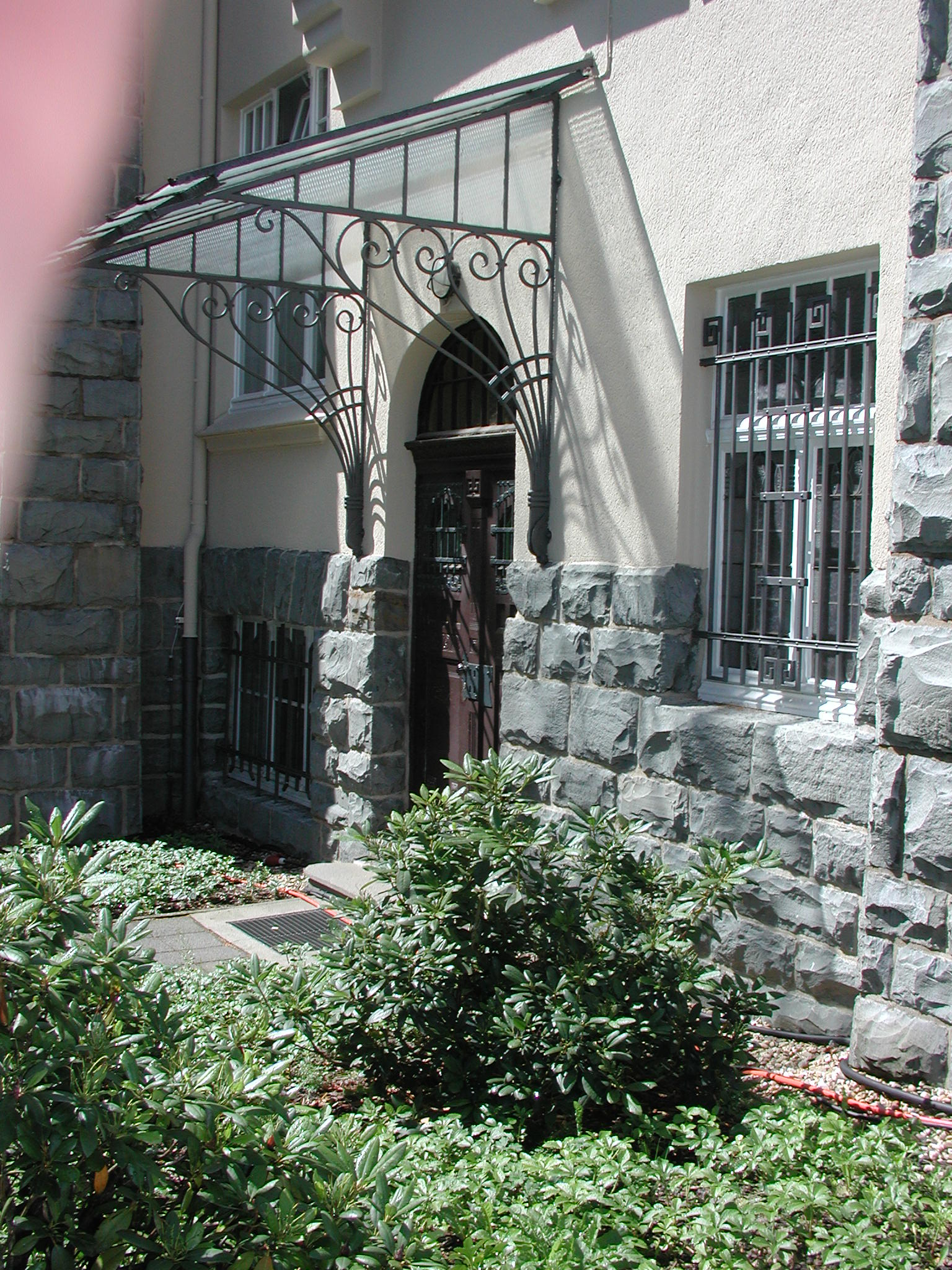
Rathaus Lüttringhausen Seiteneingang
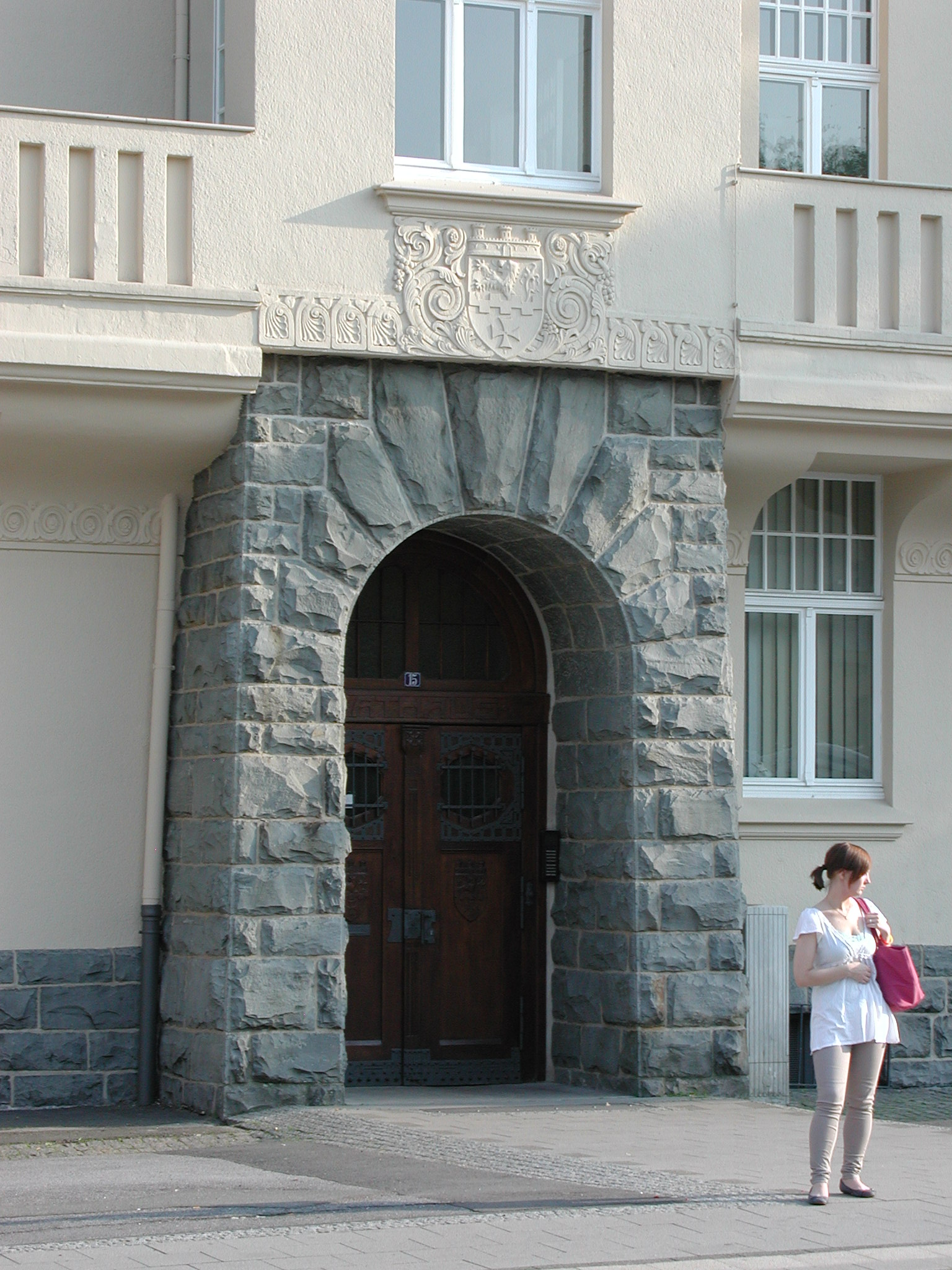
Lüttringhauser Rathausportal
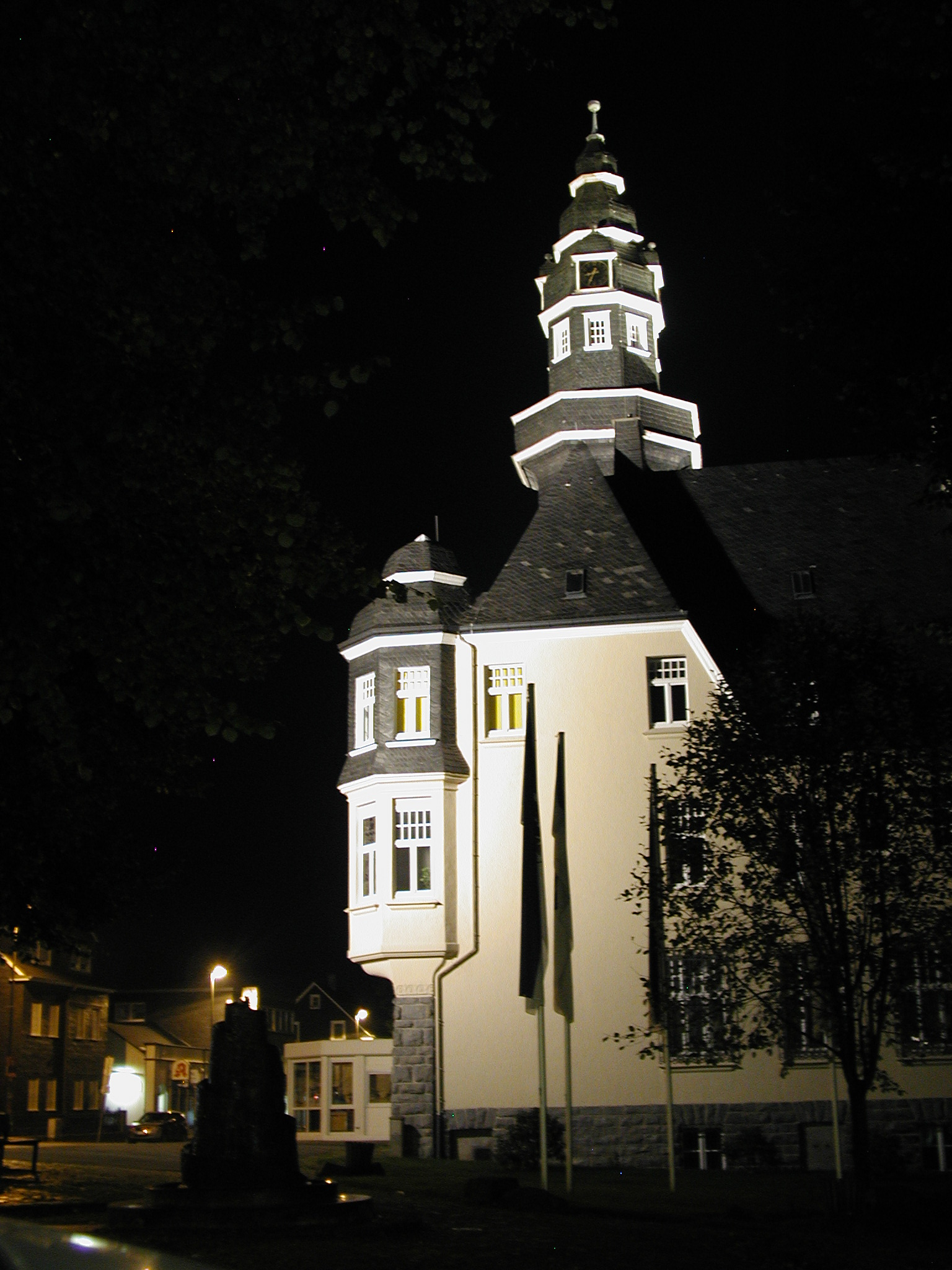
Lüttringhauser Rathaus am Abend

Im Rathaus, das heute nur noch die Funktion eines Verwaltungsgebäudes besitzt, befinden sich u. a. das für Lüttringhausen zuständige Bürgerbüro der Stadtverwaltung Remscheid, das Sportamt, eine Dependance der Jugendmusikschule und die örtliche Polizeidienststelle.